# Vratni potok
Vratni potok (tudi Ratni potok) je hudourniški gorski potok, ki izvira na južnih pobočjih hriba Vratni vrh (1081 m) v Karavankah in se kot levi pritok izliva v Tržiško Bistrico.